# Erizistrat
Erizistrat, starogrški anatom in zdravnik, * ok 304 pr. n. št., otok Ios, Grčija, † ok. 250 pr. n. št..
Erazistrat je bil ustanovitelj šole anatomije v Aleksandriji, je tudi eden od glavnih inovatorjev na področju anatomije v antiki.
Kot je napisano v enciklopediji Suda iz 10 stol. je bil sin Kretoksene, ki je bila sestra zdravilca Medija in v sorodu s Kleombrotom. Svojih veščin se je učil pri Hrizipu s Knidosa, Metrodo in Teofrastu. Njegov prvi uspeh mu je prinesel veliko ugleda, ko je odkril bolezen selevkidskega princa Antioha, najstarejšega sina Selevka I. V svojih starejših letih kralj Selevk poročil s Stratoniko, mlajšo hčerko Demetrija Poliorketa. Erazistrat je namreč po daljšem opazovanju ugotovil, da je zaljubljenost mladega princa Antioha v očetovo mlajšo ženo Satroniko tista bolezen. Kralj je svojega zdravnika bogato nagradil s stotimi talenti zlata, hkrati pa se ločil od svoje žene in jo predal sinu skupaj z nekaterimi provincami. Razen te anekdote in verjetno najvišje nagrade za zdravniško delo ni kaj več dosti znano o Erazistratovem življenju. Suda omenja, da je pokopan pri gori Mikale, v zahodnem delu Turčije.
Erazistrat je napisal knjige o anatomiji, zdravniški praksi in lekarništvu, od katerih so ostali le naslovi. Preko antičnih in kasnejših piscev o zdravstvu se je ohranilo je veliko fragmentov drugače neohranjenih besedil, ki nam podajajo določene okvire, v katerih je razmišljal. Pokazal je veliko zanimanje za anatomijo in fiziologijo, velikokrat s pomočjo poizkusov in seciranja. Sklepal je, da iz možganov potekata dva živca, kjer bi eden deloval kot prenašalec motoričnih, drug pa kot prenašalec zaznavnih funkcij. Podrobno je seciral možgane ter bil eden izmed prvih, ki so opisali velike in male možgane. Zaslužen je za prvi opis srčnih zaklopk ter spoznanja, da srce ni središče čutenja, temveč služi kot črpalka. Je tudi prvi, ki je razlikoval med arterijami in venami. Verjel je, da so vene polne zraka in da po njih teče življenjska energija ali "pneuma", ki nam omogoča življenje.
- The Neurology of Erasistratus. 10.12.2015. http://www.esciencecentral.org/journals/the-neurology-of-erasistratus-2329-6895.1000111.php?aid=12376

1. ↑  Kroll W. Metrodoros 26 // Kategorie:RE:Band XV,2 — 1932.
2. 1 2  Nacionalna zbirka normativnih podatkov Češke republike